# Jan Hájek
Jan Hájek (Olomouc, 7 de Agosto de 1983) é um ex-tenista profissional da República Tcheca, atingiu seu melhor momento em 2006, em simples e em duplas, ele fez parte da Equipe Tcheca de Copa Davis, campeã de 2013.

## ATP Tour finais

### Duplas: 2 (1–1)
| Legenda                           |
| --------------------------------- |
| Grand Slam (0–0)                  |
| ATP World Tour Finals (0–0)       |
| ATP World Tour Masters 1000 (0–0) |
| ATP World Tour 500 Series (0–0)   |
| ATP World Tour 250 Series (1–1)   |

| Títulos por piso |
| Duro (1/0)       |
| Saibro (0/1)     |
| Grama (0/0)      |
| Carpete (0/0)    |

| Resultado | N. | Data           | Torneio                            | Piso   | Parceiro          | Oponente                              | Placar   |
| Vice      | 1. | 30 Abril 2007  | BMW Open, Munique                  | Saibro | Jaroslav Levinský | Philipp Kohlschreiber Mikhail Youzhny | 1–6, 4–6 |
| Campeão   | 1. | 3 Janeiro 2014 | Qatar ExxonMobil Open, Doha, Qatar | Duro   | Tomáš Berdych     | Alexander Peya Bruno Soares           | 6-2, 6-4 |

## Ligações Externas
- Perfil na ATP